# Francisco Macedo
Francisco Macedo est une municipalité brésilienne située dans l'État du Piauí.